# Phthitia nigrifacies
Phthitia nigrifacies är en tvåvingeart som beskrevs av Marshall 1992. Phthitia nigrifacies ingår i släktet Phthitia och familjen hoppflugor.
Artens utbredningsområde är British Columbia. Inga underarter finns listade i Catalogue of Life.